# Cayaponia ternata
Cayaponia ternata är en gurkväxtart som först beskrevs av Vell., och fick sitt nu gällande namn av Célestin Alfred Cogniaux. Cayaponia ternata ingår i släktet Cayaponia och familjen gurkväxter. Inga underarter finns listade i Catalogue of Life. Artens utbredningsområde är Brasilien.